# 克林顿 (达奇斯县)
克林顿（英語：Clinton）是位于美国纽约州达奇斯县的一个镇，地处达奇斯县西北部。2010年美国人口普查时，该镇有4312人。克林顿镇建于1786年，其名称来源于曾任纽约州州长与美国副总统的乔治·克林顿。